# Coupe intercontinentale 2000
La Coupe intercontinentale 2000 est la 39e édition de la Coupe intercontinentale. Le match oppose le Real Madrid CF, vainqueur de la Ligue des champions de l'UEFA 1999-2000 au Club Atlético Boca Juniors, vainqueur de la Copa Libertadores 2000.
Le match arbitré par le Colombien Óscar Ruiz, se déroule au Tokyo National Stadium au Japon devant 52 511 spectateurs. L'Argentin Martín Palermo, élu homme du match, marque deux buts aux 2e et 5e minutes de jeu. Le Brésilien Roberto Carlos réplique à la 11e minute, mais cela ne suffit pas pour empêcher le club argentin de remporter sa deuxième Coupe intercontinentale après celle de 1977.
En 2017, le Conseil de la FIFA a reconnu avec document officiel (de jure) tous les champions de la Coupe intercontinentale avec le titre officiel de clubs de football champions du monde, c'est-à-dire avec le titre de champions du monde FIFA, initialement attribué uniquement aux gagnantsles de la Coupe du monde des clubs FIFA.

## Feuille de match
| 28 novembre 2000 | Real Madrid        | 1 - 2 | CA Boca Juniors      | Tokyo National Stadium, Tokyo               |                                             |
| 19h20 UTC+9      | Roberto Carlos 11e |       | 2e 5e Martín Palermo | Spectateurs : 52 511 Arbitrage : Óscar Ruiz | Spectateurs : 52 511 Arbitrage : Óscar Ruiz |
| 19h20 UTC+9      | Rapport            |       |                      | Spectateurs : 52 511 Arbitrage : Óscar Ruiz | Spectateurs : 52 511 Arbitrage : Óscar Ruiz |

| Real Madrid | Boca Juniors |

| REAL MADRID :      |    |                    |     |     |
|                    |    |                    |     |     |
| G                  | 25 | Iker Casillas      |     |     |
| D                  | 21 | Geremi             | 89e |     |
| D                  | 4  | Fernando Hierro    |     |     |
| D                  | 18 | Aitor Karanka      |     |     |
| D                  | 3  | Roberto Carlos     |     |     |
| M                  | 6  | Iván Helguera      | 89e |     |
| M                  | 8  | Steve McManaman    |     | 66e |
| M                  | 24 | Claude Makélélé    |     | 76e |
| A                  | 10 | Luís Figo          |     |     |
| A                  | 14 | Guti               |     |     |
| A                  | 7  | Raúl               |     |     |
| Remplaçants :      |    |                    |     |     |
| G                  | 13 | César              |     |     |
| D                  | 12 | Iván Campo         |     |     |
| D                  | 2  | Michel Salgado     |     |     |
| M                  | 17 | Flavio Conceição   |     |     |
| M                  | 19 | Santiago Solari    |     |     |
| M                  | 11 | Sávio              |     | 66e |
| A                  | 9  | Fernando Morientes |     | 76e |
| Entraîneur :       |    |                    |     |     |
| Vicente del Bosque |    |                    |     |     |

| BOCA JUNIORS : |    |                            |     |     |
|                |    |                            |     |     |
| G              | 1  | Óscar Córdoba              |     |     |
| D              | 2  | Jorge Bermúdez             |     |     |
| D              | 13 | Cristian Traverso (en)     |     |     |
| D              | 4  | Hugo Ibarra                | 69e |     |
| D              | 6  | Aníbal Matellán (en)       |     |     |
| M              | 18 | José Basualdo              |     |     |
| M              | 5  | Mauricio Serna             |     |     |
| M              | 22 | Sebastián Battaglia        |     | 92e |
| M              | 10 | Juan Román Riquelme        |     |     |
| A              | 9  | Martín Palermo             |     |     |
| A              | 16 | Marcelo Delgado            |     | 87e |
| Remplaçants :  |    |                            |     |     |
| G              | 12 | Roberto Abbondanzieri      |     |     |
|                |    | José Pereda                |     |     |
| M              |    | Julio Marchant (en)        |     |     |
| M              |    | Gustavo Barros Schelotto   |     |     |
| D              | 14 | Nicolás Burdisso           |     | 92e |
| A              |    | Antonio Barijho (en)       |     |     |
| A              | 7  | Guillermo Barros Schelotto |     | 87e |
| Entraîneur :   |    |                            |     |     |
| Carlos Bianchi |    |                            |     |     |